# Alm (Noord-Brabant)

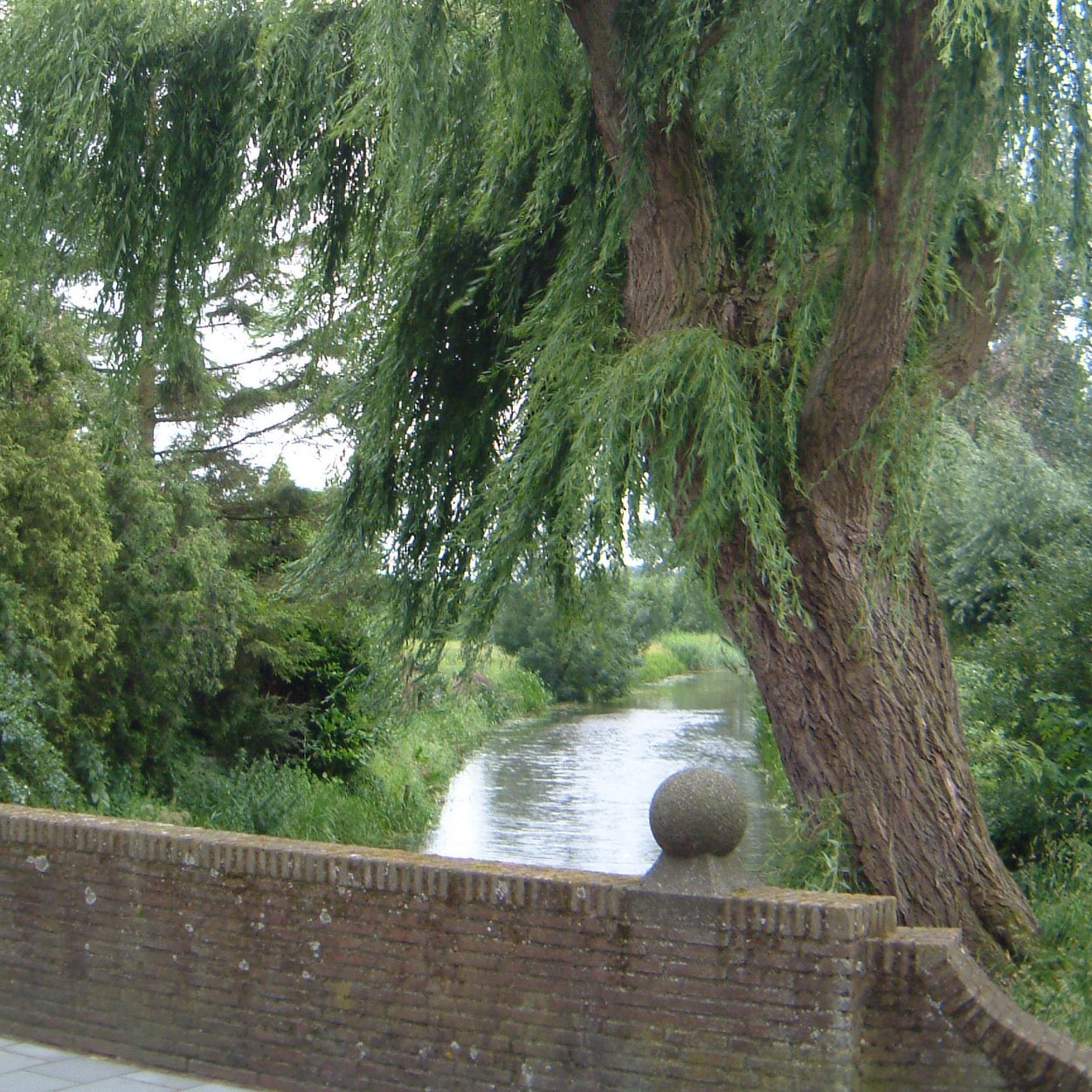
De Alm stroomafwaarts gezien onder een grote wilg naast de brug in Almkerk in juli 2007.

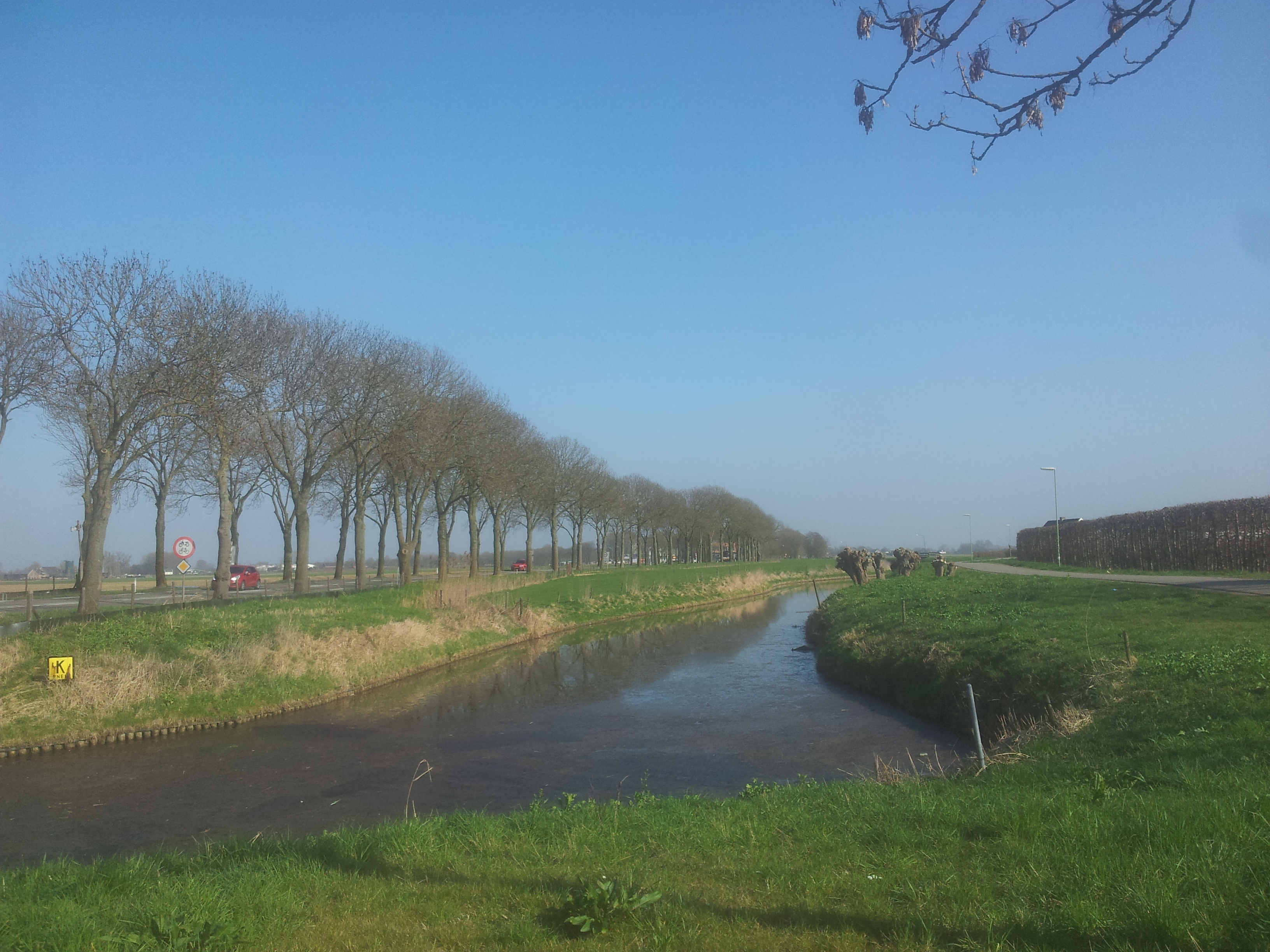
Het punt waarop de Alm overgaat in de Gantel, net buiten Nieuwendijk.

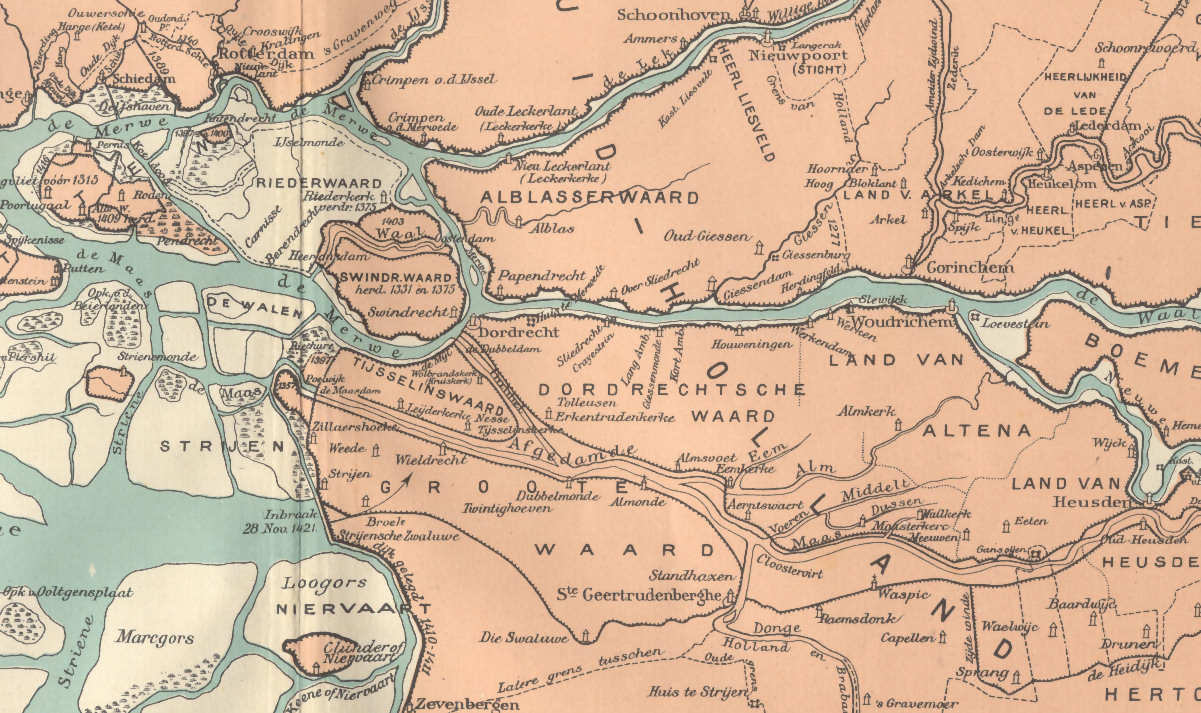
De Groote of Hollandsche Waard.

De Alm is een kleine rivier tussen de grote rivieren van Nederland, in het Land van Heusden en Altena. De Alm loopt parallel aan de Bergse Maas en de Boven-Merwede. Het is een voormalige zijtak van zowel de Waal als de Maas. In het jaar 1235 is de rivier afgedamd. Na eeuwen van verlanding is er weinig meer van overgebleven dan een brede sloot.

## Loop
De Alm begint bij de dorpsvijvers van Giessen-Rijswijk en 'stroomt' vervolgens langs Uitwijk, Waardhuizen en Almkerk. Vlak voor de bebouwde kom van Nieuwendijk gaat de Alm over in de Uppelsche Gantel. Binnen de bebouwde kom van Nieuwendijk loopt ook nog een stukje Alm, dat niet meer in verbinding staat met de rest van het riviertje. Het water van de Alm werd oorspronkelijk in de Biesbosch geloosd door middel van een complex van uitwateringsluizen, maar deze zijn niet langer in gebruik. In plaats daarvan wordt het water van de Alm via een complex van sloten en weteringen afgevoerd naar de boezemgemalen van het Land van Heusden en Altena (Gemaal Altena en Gemaal Hagoort). In de Middeleeuwen was de rivier over een afstand bevaarbaar en vormde hij een belangrijke verbindingsroute. Vandaag de dag is de Alm weinig meer dan een brede sloot, hoewel het riviertje bij Waardhuizen over een korte afstand een stuk breder is (Wijde Alm).

## Geschiedenis
In de Romeinse tijd werd de Alm gevoed door de Waal. Er zijn bewoningsresten gevonden uit de Romeinse tijd in de brede oeverwallen van de Almstroomrug. Tijdens de Middeleeuwen is de Alm in verbinding gekomen met de Maas, waarvan het uiteindelijk een belangrijke zijtak werd. In de 9e eeuw ontstond ten noorden van de Alm een nederzetting die zou uitgroeien tot Woudrichem. Bij de monding van de Alm in de Romeins-Middeleeuwse Maas ontstond het dorpje Almonde, een naam die in de eerste plaats "op een hoogte aan de Alm" betekent en niet alleen "aan de monding van de Alm".
Oorspronkelijk liep het traject van de Alm ook door de huidige Bommelerwaard, maar door verzanding is dat al voor 1200 geëindigd. Op de stroomrug van de Alm ontstonden in de Bommelerwaard de dorpen Bruchem, Kerkwijk en Delwijnen; ook Aalst ligt langs de vroegere Alm-loop. De Maas brak omstreeks het jaar 1200 bij Giessen uit het oude bed van de Alm en zocht zich voortaan in noordelijke richting een weg naar de Waal. Vervolgens is de Alm in 1275 bij Giessen afgedamd, in het kader van de omdijkingen van de Grote Waard.
In het Land van Heusden en Altena liep de Alm langs Veen, Andel en Giessen naar Uitwijk, Waardhuizen en Almkerk, genoemd als Almekercke in 1277. Hier splitste de Alm zich in een noordelijk en een westelijke tak. De noordelijke tak (De Werken genaamd) stroomde richting de Merwede, waar hij de stichting van Werkendam inspireerde. De westelijke tak stroomde door naar Nieuwendijk en van hieruit verder richting Almonde, waar de Alm uitmondde in de Romeins-Middeleeuwse Maas. Het traject ten westen van Nieuwendijk is sinds de Sint-Elisabethsvloed geheel verdwenen. Sindsdien gaat de Alm over in de Uppelsche Gantel.
Aan de rand van Almkerk lieten de Heren van Altena op de oever een kasteel bouwen, dat tot na 17e eeuw heeft bestaan. De motte waarop het bouwwerk stond, is nog zichtbaar in het landschap.
Het voormalig Hoogheemraadschap Alm en Biesbosch, ontstaan in 1976 bij de fusie van de waterschappen van de Alm en de Biesbosch, is per 1 januari 2005 opgegaan in het in 2002 gevormde Waterschap Rivierenland.